# Израильско-панамские отношения
Израильско-панамские отношения — двусторонние международные дипломатические, политические, экономические, торговые, военные, культурные и иные, исторические и настоящие отношения между Панамой и Израилем.
Между странами существуют полные дипломатические отношения. У Израиля есть посольство в Панаме.

## История отношений
Панама голосовала за принятие резолюции ООН № 181 по разделу Палестины, что привело к образованию Государства Израиль.

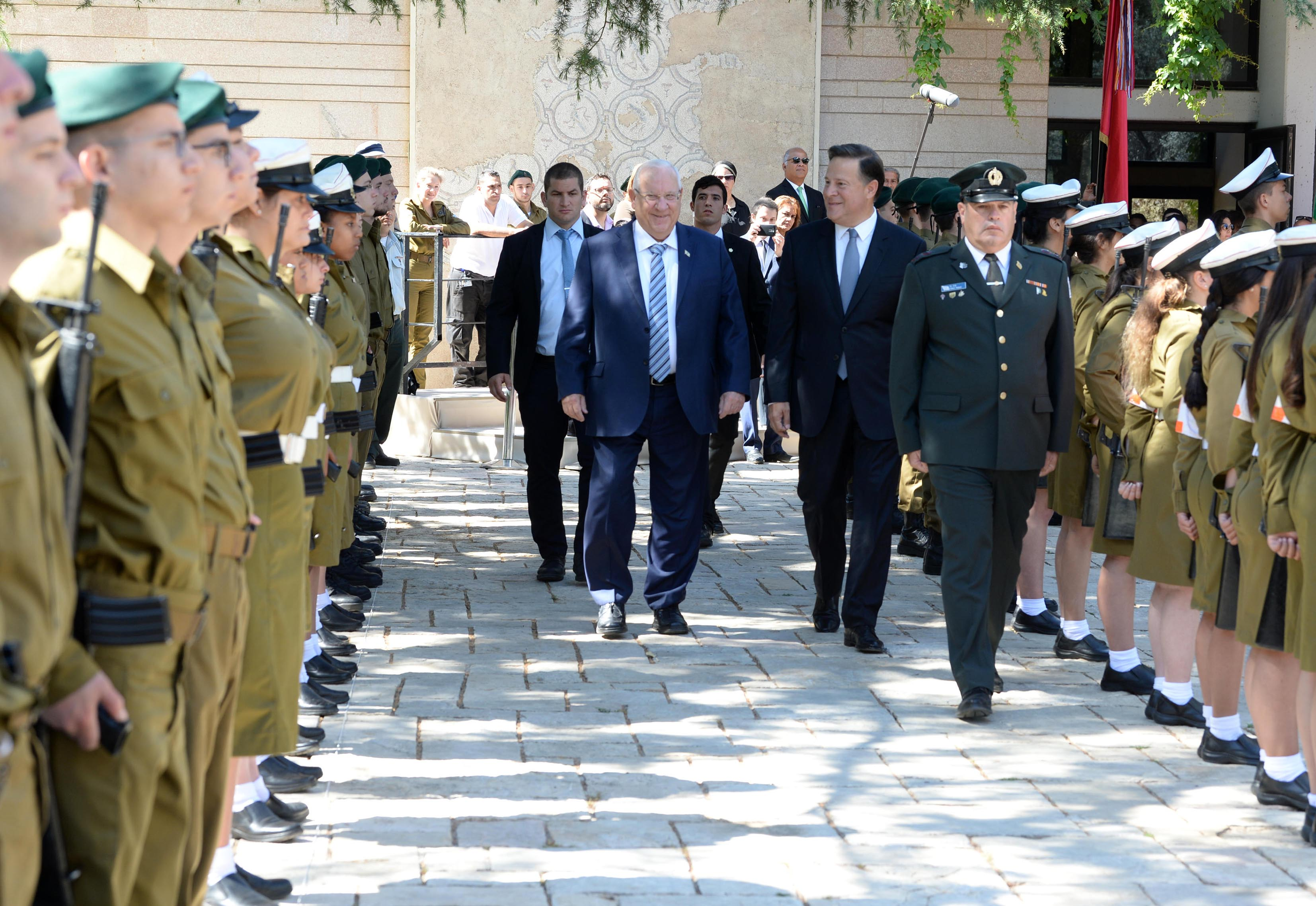
Президент Израиля Реувен Ривлин принимает президента Панамы Хуана Карлоса Варелу, Иерусалим, май 2018 года

С 1968 года глава отдела специальных операций «Кейсария» израильской разведслужбы «Моссад» Михаэль Харари установил дружественные отношения с Мануэлем Норьегой, который впоследствии фактически стал руководителем страны. 11 октября 1968 года в результате военного переворота к власти пришёл Омар Торрихос, а Норьега стал главой разведслужбы Панамы. Израильское правительство и «Моссад» предоставляли Торрихосу лучшее медицинское обслуживание, которое только можно было получить в те годы, а также помогли разыскать отца его жены Рахель, которая была еврейкой. После того, как Торрихос погиб при странных обстоятельствах, пост главы государства занял Норьега и сохранил тёплые отношения с Харари и его людьми. В 1980 году Норьега посетил Израиль, а Харари ушёл на пенсию, но премьер-министр Менахем Бегин убедил разведчика остаться «в запасе». В середине 1980-х, перед тем как американский президент Джордж Буш — старший решил вторгнуться в Панаму и занять Панамский канал, американское правительство обращалось к Ицхаку Шамиру с тем, чтобы Михаэль Харари выступил посредником на переговорах между американцами и панамцами. Харари разработал предложение, согласно которому Норьега покидал Панаму и уезжал в третью страну, однако в 1989 году американцы вторглись в Панаму и схватили его. Американцы преследовали и Харари, так как полагали, что он был консультантом и помощником Норьега, замешанным в его преступлениях, однако израильскому разведчику удалось бежать при помощи местных коллаборационистов. Харари умер в Тель-Авиве в 2014 году.
В 1992 году после теракта в аргентинской столице Буэнос-Айресе террорист-смертник взорвал бомбу в панамском городе Колон около атлантического берега Панамского канала. Погиб 21 человек, в том числе 12 еврейских и израильских бизнесмена, а также 3 гражданина США. Взрыв осуществил член организации «Хезболла». По мнению некоторых колумнистов, эта трагедия сблизила две страны и укрепила отношения между ними.
В марте 2010 года президент Панамы Рикардо Мартинелли посетил Израиль. Его сопровождал вице-президент, глава МИД, замглавы МИД и министр туризма. Мартинелли встретился с главой израильского правительства Биньямином Нетаньяху и президентом Шимоном Пересом, которые поблагодарили его за позицию Панамы при голосовании в ООН по отчёту «Комиссии Голдстоуна» в пользу еврейского государства. Президент Мартинелли заверил израильских лидеров, что его страна всегда будет на стороне Израиля. На переговорах между двумя президентами обсуждались вопросы безопасности, развития сельского хозяйства, новинки области высоких технологий. Панамский президент также интересовался вопросами освоения космоса и разработкой БПЛА. На встрече Мартинелли с Нетаньяху обсуждались укрепление сотрудничества в области безопасности, возможность подписания соглашения о свободной торговле, сотрудничество в сельскохозяйственной сфере, открытие прямого авиасообщения, соглашение о двойном налогообложении и возможность провести совместное заседание правительств, как Израиль недавно делал с правительствами Германии и Италии.
В 2011 году израильское посольство в Панаме выпустило журнал под названием «Израиль: 63 года постоянного прогресса» (Israel: 63 years of constant progress), посвящённый 63-летию независимости еврейского государства, а почтовая служба Израиля выпустила марки в честь панамского президента Мартинелли.
В декабре 2012 года панамский президент Рикардо Мартинелли вновь посетил Израиль с официальным визитом. Он встретился со своим израильским коллегой Шимоном Пересом и заявил, что у «Панамы большое сердце для Израиля» (англ. ..it has a big heart for Israel). На встрече с Нетаньяху Мартинелли обсуждал вопросы соглашения о свободной торговле и другие аспекты двусторонних отношений.
29 ноября 2012 года Панама стала одной из 7 стран, которая помимо самого Израиля и США проголосовала против принятия Резолюции ООН 67/19 «Статус Палестины в ООН».
Президент Панамы Рикардо Мартинелли посетил Израиль и в мае 2014 года с официальным визитом. Он приветствовал запуск прямого рейса Тель-Авив — Панама а/к «Эль-Аль» и даже выразил готовность субсидировать эти рейсы в случае, если загрузка лайнеров не будет коммерчески выгодной. Израильский президент Перес назвал Панаму «величайшим другом Израиля в мире».
В ноябре 2015 года между двумя странами было подписано соглашение о свободной торговле. Оно включает в себя налоговое соглашение, соглашение об услугах и инвестициях, соглашение о защите интеллектуальной собственности, систему разрешения споров и прочее. Это соглашение было дополнено и обновлено в 2018 году.
В мае 2018 года Израиль посетил новоизбранный президент этой центральноамериканской страны Хуан Карлос Варела с государственным визитом. Его сопровождал вице-президент Изабель Сейнт Мало, министр торговли и промышленности Аугусто Аросемена, министр развития сельского хозяйства Энрике Чарльз, а также делегация бизнесменов. Был организован специальный экономический форум, который прошёл в Тель-Авиве на следующие темы: кибербезопасность, туризм, медицинское оборудование, экологические технологии, водные ресурсы. Был подписан меморандум о взаимопонимании, согласно которому Израиль основывает в Панаме учебный центр, единственный в своём роде в Латинской Америке, по развитию и внедрению собственных сельскохозяйственных технологий и разработок.
Во время визита было подписано двустороннее соглашение о свободной торговле. Это первое в истории подобное соглашения Израиля с какой-либо латиноамериканской страной. Министр торговли и промышленности Панамы Аугусто Аросемена Морено и израильский министр экономики Эли Коэн подписали документ, который расширяет соглашение, подписанное ранее в 2015 году.

## Торговля
В 2015 году торговый оборот между двумя странами составляет $28 млн, из которых $25 млн приходится на израильский экспорт.

## Сотрудничество в военной сфере
По сведениям катарского новостного агентства «Аль Джазира», Панама была одним из крупнейших клиентов израильской частной охранной фирмы Global CST, основанной бывшим главой штаба операций израильской армии. Одной из задач фирмы в Панаме была передача секретных колумбийских военных документов антиправительственным повстанцам.

## Евреи в Панаме
После строительства Панамского канала в 1911 году в Панаме проживало 505 евреев.
По состоянию на 2012 год в Панаме проживают 3,4 млн человек, из которых 8 000 — евреи; трое из них являются членами кабинета министров, а также много евреев среди членов парламента и других официальных лиц.